# 永沢光雄
永沢 光雄（ながさわ みつお、1959年7月14日 - 2006年11月1日）は、日本のノンフィクション作家でルポライター。宮城県仙台市出身。東北学院榴ケ岡高等学校卒。大阪芸術大学芸術学部文芸学科中退。

## 略歴
小学生の頃より作家を志す。大学中退後、劇団活動、風俗雑誌編集者を経て1988年、フリーライターとなる。主に風俗、スポーツ関連のノンフィクション作品を発表する。
1996年、AV女優のインタビュー記事を一冊にまとめた『AV女優』がマスコミ各界から高い評価を受ける。作家として立つべく本格的に小説を発表し始めるも、2002年、下咽頭がんの手術で声帯を除去したために声を失う。その後、鬱にも苦しむ。2005年、闘病生活を綴った『声をなくして』を出版した。
大阪近鉄バファローズのファンで、雑誌「野球小僧」に野球小説を寄稿していた。
2006年11月1日、アルコールによる肝機能障害のため死去。47歳だった。
漫画家荒木飛呂彦、映画監督田代廣孝とは、東北学院榴ケ岡高等学校の同期生である。

## 作品リスト
- 『AV女優』文藝春秋、ISBN 978-4167493028（1996年、1999年（文庫））
- 『風俗の人たち』筑摩書房、ISBN 978-4480818072（1997年）
- 『強くて淋しい男たち』筑摩書房、ISBN 978-4480818126（1999年）
- 『おんなのこ―AV女優2』コアマガジン、ISBN 978-4877342692（1999年）
- 『すべて世は事もなし』筑摩書房、ISBN 978-4480803634（2001年）
- 『声をなくして』晶文社、ISBN 978-4794966698（2005年）
- 『恋って苦しいんだよね』リトルモア（2007年）
- 『二丁目のフィールド・オブ・ドリームス』廣済堂出版（2013年）

## テレビ番組
- 『ザ・ノンフィクション　AV女優〜組曲 東京幻想〜』（フジテレビ） - 取材協力